# Al-Hamra, al-Suqaylabiyah
Al-Hamra (tiếng Ả Rập: الحمراء) là một ngôi làng Syria nằm trong phó huyện Qalaat al-Madiq thuộc huyện Al-Suqaylabiyah  ở tỉnh Hama. Theo Cục Thống kê Trung ương Syria (CBS), al-Hamra có dân số 932 trong cuộc điều tra dân số năm 2004.